# Perwomaiskoje (Kaliningrad, Bagrationowsk, Puschkino)
Perwomaiskoje (deutsch Kavern, vor 1905 Cavern) war ein Ort in Ostpreußen. Seine Ortsstelle liegt heute im Munizipalkreis Rajon Bagrationowsk (Stadtkreis Preußisch Eylau) in der russischen Oblast Kaliningrad (Gebiet Königsberg (Preußen)).

## Geographische Lage
Die Ortsstelle Perwomaiskojes liegt am Flüsschen Maiskaja (deutsch Pasmar) im westlichen Süden der Oblast Kaliningrad, 21 Kilometer nordwestlich der einstigen Kreis- und heutigen Rajonshauptstadt Preußisch Eylau (russisch Bagrationowsk).

## Geschichte

### Ortsgeschichte
Das einstige Dorf Caubern entstand um 1340 und wurde nach 1395 Cawern, nach 1785 Kawern, vor 1905 Cavern und bis 1947 Kavern genannt. Als Landgemeinde kam der Ort 1874 zum neu errichteten Amtsbezirk Arnsberg (russisch Pobeda) im ostpreußischen Kreis Preußisch Eylau, der bis 1945 bestand. Zählte Kavern mit seinem Vorwerk Pasmarshof im Jahre 1910 337 Einwohner, so waren es 1933 293 und 1939 286.
In Kriegsfolge wurde 1945 das gesamte südliche Ostpreußen an die Sowjetunion abgetreten. Im Jahre 1945 erhielt Kavern die russische Namensform „Perwomaiskoje“ und wurde Verwaltungssitz des Perwomaiski selski Sowet/okrug (Dorfsowjet Perwomaiskoje). Allerdings nur bis Anfang der 1950er Jahre, als der Ort dann dem Puschkinski selski Sowet/okrug (Dorfsowjet Puschkino (Posmahlen)) zugeordnet wurde. In dieser Zeit begann jedoch bereits die Spur Perwomaiskojes verloren zu gehen. Der Ort ging seiner damals wenigen Einwohner verlustig, war lange vor 1975 verlassen und gilt heute als untergegangen. Seine Ortsstelle liegt heute im Gebiet des Munizipalkreises Rajon Bagrationowsk (Stadtkreis Preußisch Eylau) in der Oblast Kaliningrad (Gebiet Königsberg (Preußen)) der Russischen Föderation.

### Perwomaiski selski Sowet/Dorfsowjet Perwomaiski
Als 1947 Perwomaiskoje Verwaltungssitz eine Dorfsowjets wurde, wurden diesem sieben Siedlungen zugeordnet:
| Russischer Name        | Deutscher Name                                           |
| ---------------------- | -------------------------------------------------------- |
| Malinowka (Малиновка)  | Glauthienen                                              |
| Perwomaiskoje          | Kavern                                                   |
| Pugatschowo (Пугачёво) | Wilmsdorf                                                |
| Sosnowka (Сосновка)    | Groß Labehnen                                            |
| Woinowo (Войново)      | Barslack und Döbnicken (ehem. Groß- und Klein Döbnicken) |
| Wolschskoje (Волжское) | Schmerkstein und Steinhof                                |
| Wyssokoje (Высокое)    | Tiefenthal                                               |

Noch vor 1954 wurden die Orte in den Dorfsowjet Puschkinski selski Sowet umgegliedert, wobei Slawskoje Verwaltungssitz wurde, der Name Puschkinos aber beibehalten wurde.

## Religion
Bis 1945 war Kavern in das Kirchspiel der evangelischen Kirche Kreuzburg (bis 1931 Creuzburg, russisch Slawskoje) in der Kirchenprovinz Ostpreußen der Kirche der Altpreußischen Union, außerdem in die römisch-katholische Pfarrei Preußisch Eylau im damaligen Bistum Ermland eingegliedert.

## Verkehr
Kavern resp. Perwomaiskoje liegt an einer Nebenstraße, die von Bagrationowsk (Preußisch Eylau) über Krasnosnamenskoje (Dollstädt), Sadowoje bei Slawskoje (Kreuzburg) sowie Medowoje (Tykrigehmen) bis nach Swetloje (Kobbelbude) verläuft. Vor 1945 war Kreuzburg die nächste Bahnstation als Endstation der Kleinbahn Tharau–Kreuzburg.